# خوان د. جاكسون
خوان د. جاكسون (بالإسبانية: Juan D. Jackson) هو شخصية أعمال أوروغواياني، ولد في 7 أكتوبر 1833 في مونتفيدو في الأوروغواي، وتوفي في 19 ديسمبر 1892.